# Соколов, Вениамин Андреевич
Вениамин Андреевич Соколов (25 января 1928 — 3 октября 1989) — передовик советского сельского хозяйства, тракторист Прокопьевской машинно-тракторной станции Кемеровской области, Герой Социалистического Труда (1949).

## Биография
Родился в 1928 году в селе Прокопьевское (на территории современной Кемеровской области), в русской семье.
Окончив шесть классов школы, в 1942 году, стал работать учётчиком в тракторной бригаде Прокопьевской машинно-тракторной станции. Бригадиром этой бригады до ухода на фронт был его отец, который погиб в 1943 году. В 16 лет самостоятельно начал работать на тракторе. 
По итогам уборки урожая в 1948 году Соколов получил 22,4 центнера с гектара пшеницы на площади 131 гектар и 22,7 центнера с гектара ржи на площади 123 гектара.
Указом Президиума Верховного Совета СССР от 25 февраля 1949 года за успехи в деле развития сельского хозяйства и получение высоких показателей по производству продуктов сельского хозяйства Вениамину Андреевичу Соколову было присвоено звание Героя Социалистического Труда с вручением ордена Ленина и медали «Серп и Молот».
В 1952 году стал работать шофёром на автопредприятии города Прокопьевска. В 1969 году перешёл на работу шофёром строительно-ремонтного управления №4. Избирался депутатом Прокопьевского городского Совета депутатов трудящихся. С 1962 года член КПСС.   
Проживал в Прокопьевске. Умер 3 октября 1989 года.

## Награды
За трудовые заслуги был удостоен:
- золотая звезда «Серп и Молот» (25.02.1949)
- орден Ленина (25.02.1949)
- Медаль "За трудовую доблесть"
- другие медали.